# Mexicana-Flug 704
Auf dem Mexicana-Flug 704 (Flugnummer: MX704, Funkrufzeichen: MEXICANA 704) verunglückte am 4. Juni 1969 eine Boeing 727-64 der Mexicana de Aviación, mit der ein inländischer Linienflug von Mexiko-Stadt nach Monterrey durchgeführt wurde. Die Maschine wurde im Anflug auf Monterrey ins Gelände geflogen, wobei alle 79 Insassen starben. 

## Maschine
Bei dem verunglückten Flugzeug handelte es sich um eine Boeing 727-64, die zum Zeitpunkt des Unfalls zwei Jahre und elf Monate alt war. Die Maschine wurde im Werk von Boeing auf dem Boeing Field im Bundesstaat Washington montiert. Die Maschine trug die Werknummer 19256, es handelte sich um die 355. Boeing 727 aus laufender Produktion. Die Maschine absolvierte am 6. Januar 1967 ihren Erstflug, ehe sie am 17. Januar 1967 mit dem Luftfahrzeugkennzeichen XA-SEL neu an die Mexicana de Aviación übergeben wurde. Das dreistrahlige Mittelstrecken-Schmalrumpfflugzeug war mit drei Turbojettriebwerken des Typs Pratt & Whitney JT8D-7B ausgestattet.

## Passagiere und Besatzung
Den inländischen Linienflug von Mexiko-Stadt nach Monterrey hatten 72 Passagiere angetreten. Es befand sich eine siebenköpfige Besatzung an Bord. Unter den Passagieren befand sich der mexikanische Tennisspieler Rafael Osuna.

## Unfallhergang
Der Flug verlief bis zum Beginn des Anfluges nach Monterrey ohne besondere Vorkommnisse. Der Anflug auf Monterrey wurde bei Starkregen durchgeführt, dieser schränkte die Sicht deutlich ein. Die Maschine sank dann bei einer Fluggeschwindigkeit von 250 Knoten kontinuierlich um 1500 bis 1600 Fuß pro Minute. Nachdem die Maschine am Drehfunkfeuer von Monterrey vorbeigeflogen war, flogen die Piloten eine Kurve, um eine Platzrunde zu fliegen. Dabei flogen sie eine Links- statt der vorgesehenen Rechtskurve. Die Boeing befand sich nun außerhalb der vorgesehenen Warteschleife und kollidierte auf einer Höhe von 1.800 Fuß mit dem Berg Cerro del Fraile. Hierbei wurde sie völlig zerstört, alle 79 Insassen kamen ums Leben.

## Ursache
Als Unfallursache wurde durch die Unfallermittler der Flug einer Links- statt einer Rechtskurve während des Anfluges vermerkt. Als beitragender Faktor wurde angegeben, dass die Fluggeschwindigkeit zu hoch gewesen sei.